# WOW air

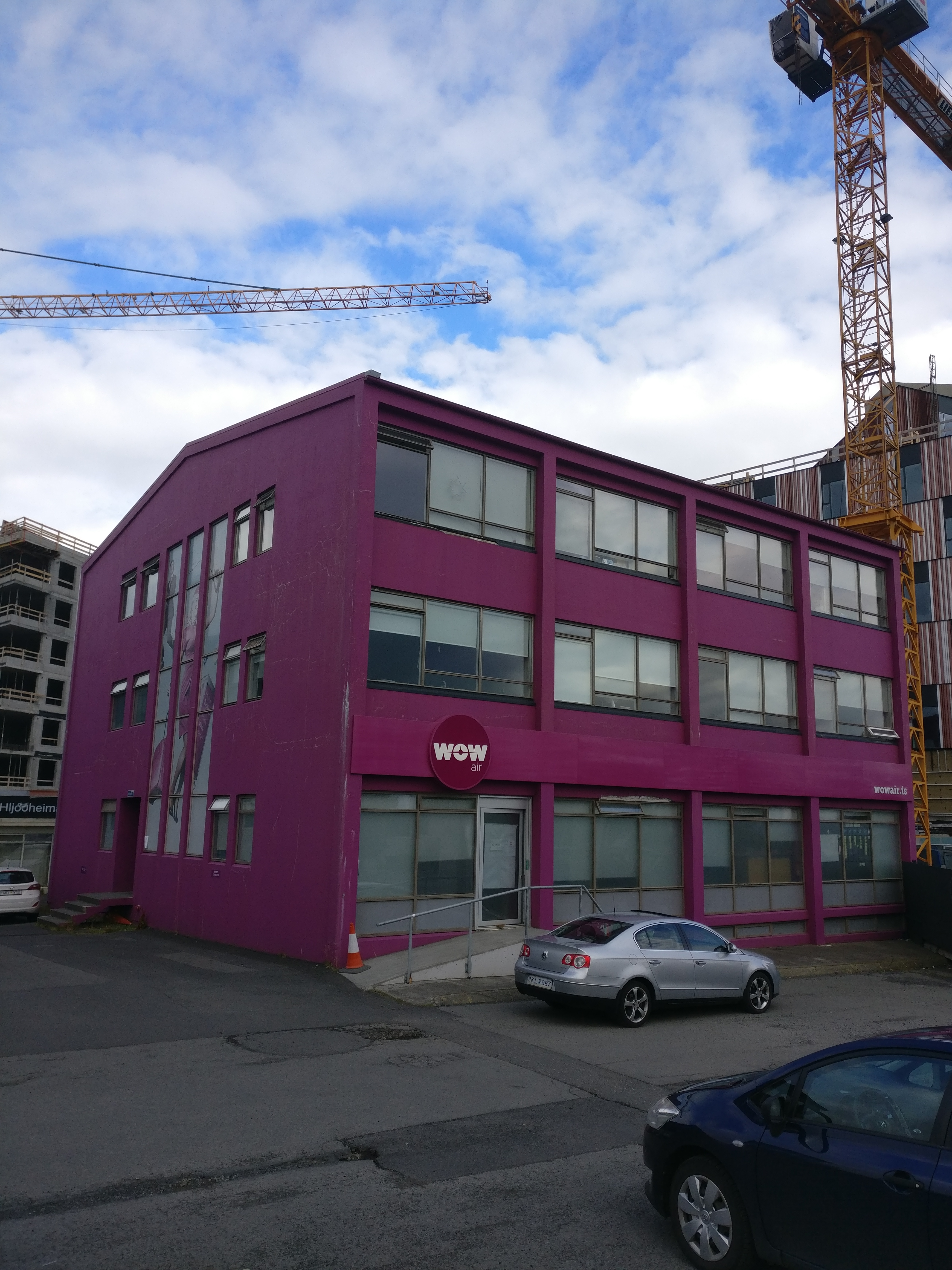
Le siège social à Reykjavík

WOW Air est une ancienne compagnie aérienne à bas prix  basée à Reykjavik, en Islande. Sa plateforme de correspondance aéroportuaire (hub) était situé à l'Aéroport international de Keflavík. Elle desservait une vingtaine de destinations. 
Fondée en 2011, la compagnie assurait des vols low cost entre l'Islande, l'Europe continentale depuis juin 2012 et l'Amérique du Nord depuis mars 2015.
La compagnie cesse ses activités le 28 mars 2019 à la suite de difficultés financières.
La compagnie devrait reprendre ses activités en octobre 2019 grâce à un rachat de 49 % de ses parts par USAerospace. Elle commencera avec 2 avions seulement, pour revenir sur une flotte d'une douzaine d'appareils vers juillet 2020. Le nom de la compagnie - qui pourrait bien reprendre le modèle économique de WOW Air - a été dévoilé en novembre 2019 sous le nom de Play, elle reprend en grande partie les dirigeants de WOW. De plus, la nouvelle compagnie souhaite un développement moins rapide et sans A330 qui serait responsable de la dégradation financière ayant mené à la faillite.

## Histoire
WOW air a été fondée en novembre 2011 par Skúli Mogensen, par l'intermédiaire de la société Titan dont il est le seul actionnaire.
Le 25 octobre 2012, après quelques mois d'existence seulement, WOW Air prend le contrôle de sa concurrente Iceland Express. Elle a ainsi acquis le nom, le réseau et la marque de la première compagnie aérienne à bas prix d'Islande, créée en 2002,.   
La compagnie a transporté 400 000 passagers en 2013.  
Depuis l'année 2015, WOW a commencé à desservir l'Amérique du Nord. En 2017, la compagnie a une capacité de transport d'environ 3 000 000 passagers.
WOW air a transporté plus de 3 millions de passagers en 2017. La compagnie visait 10 % de l’ensemble du marché transatlantique d’ici 2020.
Le 5 novembre 2018, Icelandair annonce son intention de racheter la compagnie. Le rachat est finalement abandonné le 29 novembre.
De fin 2018 à mars 2019 , la compagnie a engagé des discussions avec Icelandair et Indigo Partners afin de trouver un repreneur. Le 20 mars 2019, les deux repreneurs potentiels ont annoncé ne pas poursuivre les négociations concernant la reprise de la compagnie aérienne. Le gouvernement islandais s'est impliqué dans ces discussions en raison de l'importance du tourisme dans l'économie locale. La compagnie transportait le tiers des passagers en provenance ou à destination de l'Islande.
Le 28 mars 2019, WOW Air annonce par l'intermédiaire de son site internet et d'un communiqué de presse être en cessation d'activité et l'annulation de tous ses vols avec effet immédiat,.
Ce même jour, les créanciers de WOW Air ont saisi un des avions de la compagnie à l’aéroport Pierre-Elliott-Trudeau de Montréal. La cessation de ces activités a entraîné une vingtaine d'annulations de vols dans le monde. La compagnie a entamé des discussions avec ses créanciers en vue d'établir un plan de restructuration. Sa dette s'élève à 4,3 milliards de couronnes islandaises.

## Destinations
Elle reliait l'aéroport international de Keflavík (Islande) à 26 destinations dont 19 en Europe, 6 en Amérique du Nord et une au Moyen-Orient. 

## Flotte

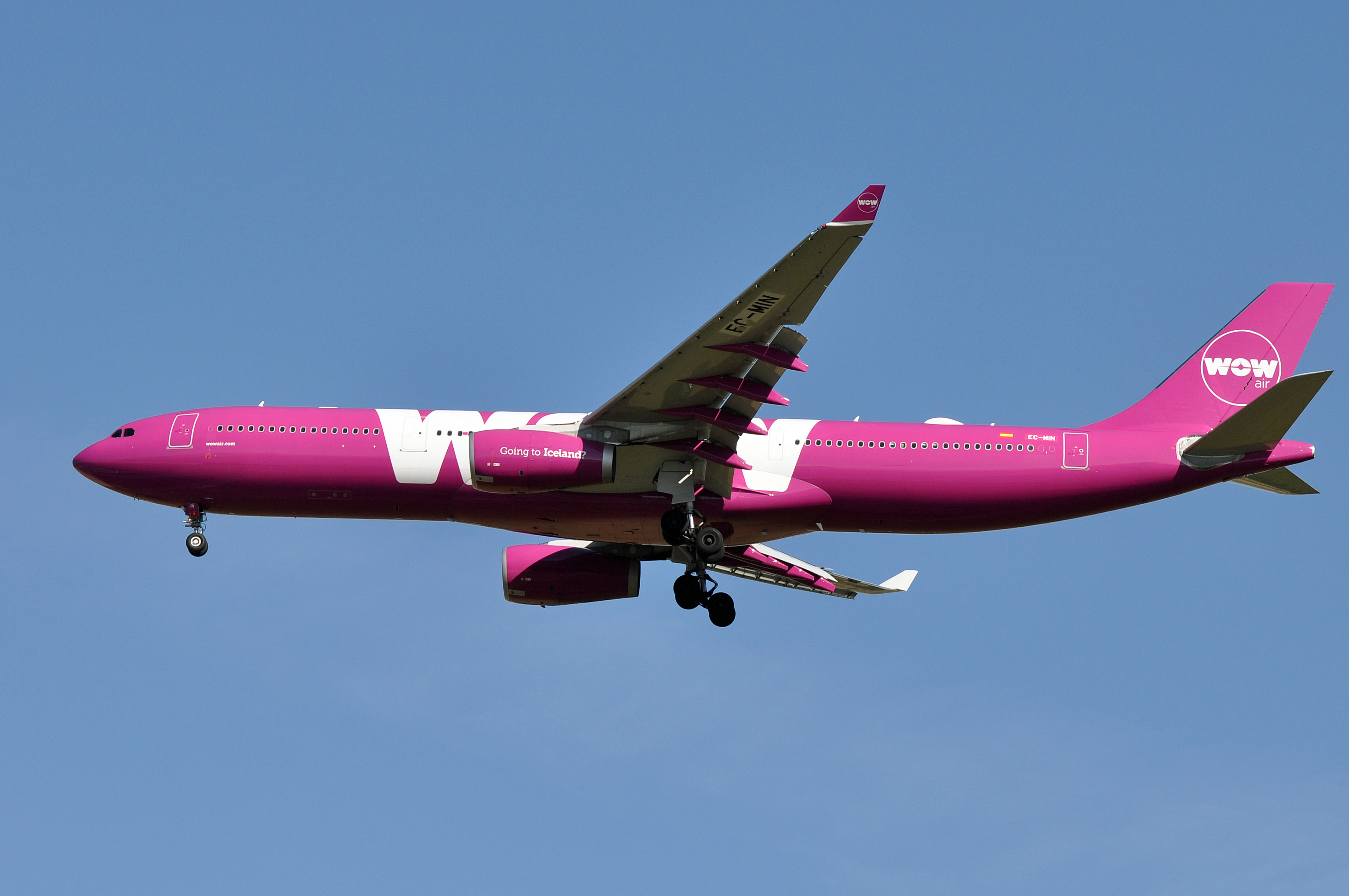
Airbus A330 de WOW air à Paris

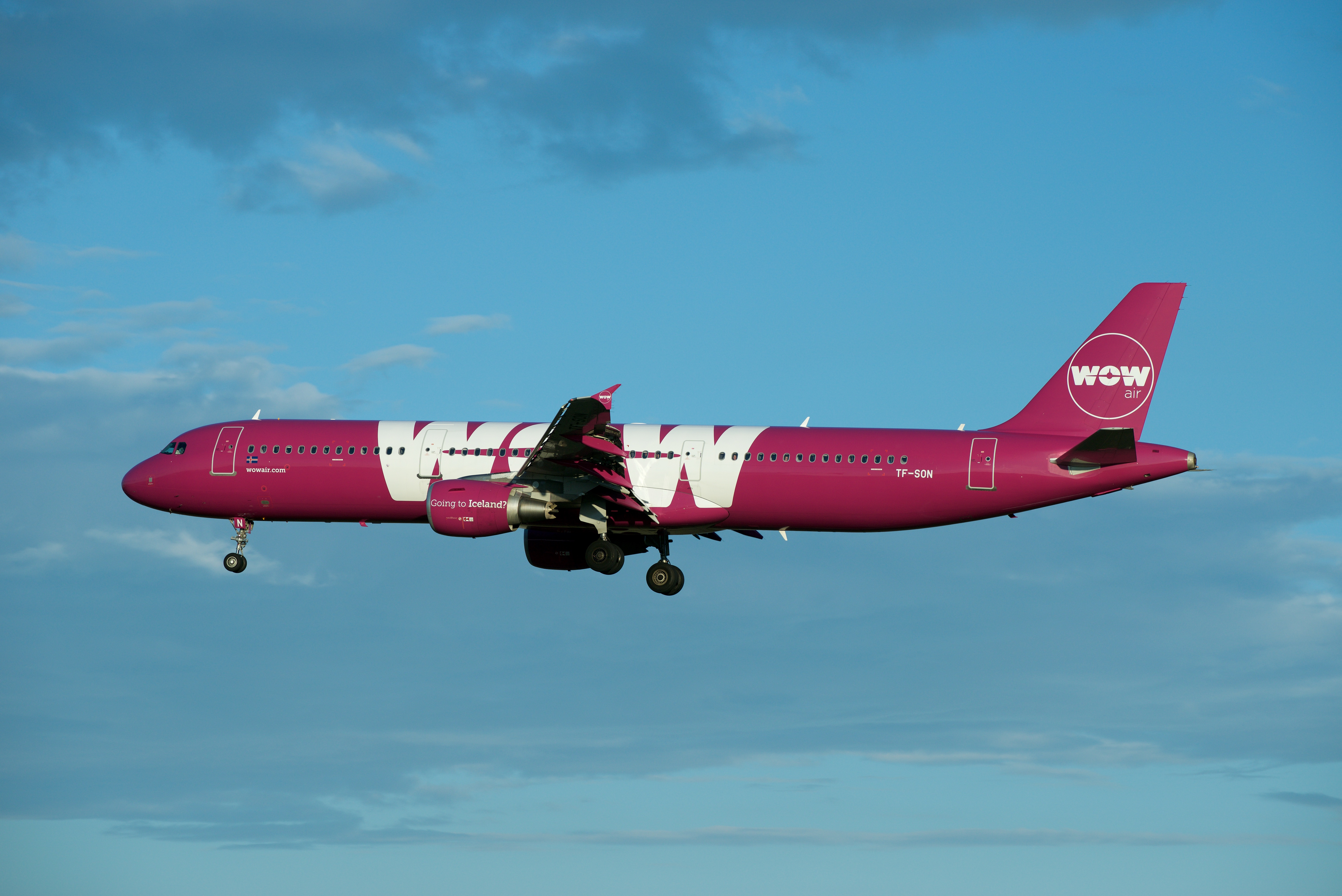
Airbus A321 de WOW air à Toronto

Début 2019, peu avant la faillite de la compagnie, la flotte de WOW Air était composée des appareils suivants, :
WOW Air immatriculait certains de ses avions en faisant référence à la famille.

### Liens Externes
- Site de la compagnie
- Cas pédagogique: WOW Air: le défi long-courrier à faible coût
- Un article sur les stratégies pour les compagnies aériennes long courrier à bas coûts